# Урицкий, Семён Петрович
Семён Петро́вич Ури́цкий (2 марта 1895, Черкассы — 1 августа 1938, Москва) — советский военный деятель, начальник разведуправления Красной армии, комкор (1935).

## Биография
Племянник Моисея Урицкого. В 1910—1915 годах работал на аптекарском складе Эпштейна в Одессе. В 1912 вступил в РСДРП, большевик. В 1915 призван в царскую армию. Участник Первой мировой войны, прапорщик.
В 1917 один из создателей Красной гвардии в Одессе. В Гражданскую войну командир и комиссар кавалерийских частей 3-й армии, начальник штаба 58-й стрелковой дивизии, командир бригады особого назначения 2-й Конной армии.
В 1920 — начальник оперативного отдела Разведывательного управления Полевого штаба РВСР. Участник подавления Кронштадтского восстания. С июня 1921 года — начальник Одесского укрепрайона. Окончил Военную академию РККА.
В 1922—1924 годах нелегально работал в Германии, Франции и Чехословакии. Его помощницей во Франции была деятельница русской эмигрантской литературы Елена Феррари (капитан РККА О. Ф. Голубовская). С 1924 года — помощник начальника, начальник и комиссар Московской интернациональной пехотной школы, готовившей в том числе кадры для советской военной разведки. С января 1925 года — начальник и военком 13-й Одесской пехотной школы, с ноября 1925 года — начальник и военком Московской пехотной школы имени М. Ю. Ашенбреннера.
С апреля 1927 года — командир и комиссар 20-й стрелковой дивизии.
С января 1929 по апрель 1930 года — заместитель начальника штаба Северо-Кавказского военного округа.
В 1929 году окончил Курсы усовершенствования высшего начальствующего состава при Военной академии имени Фрунзе (КУВНАС). В декабре 1929 — апреле 1930 года руководил действиями группы войск по подавлению антисоветских выступлений в Чечне и Ингушетии. В мае—ноябре 1930 года — командир и военком 8-го стрелкового корпуса, в ноябре 1930 — июне 1931 года — 6-го стрелкового корпуса.
С июня 1931 года — начальник штаба Ленинградского военного округа. В 1932 году возглавил направленную в Германию военную делегацию. С августа 1932 года — командир и военком 13-го стрелкового корпуса. С января 1934 года — заместитель начальника Управления механизации и моторизации (с ноября 1934 года — Автобронетанковое управление) РККА.
В апреле 1935 года возглавил Разведывательное управление РККА.
В июне 1937 года назначен заместителем командующего войсками Московского военного округа.
Арестован 1 ноября 1937 года по обвинению в участии в антисоветском военном заговоре и шпионаже.
1 августа 1938 года Военной коллегией Верховного суда СССР приговорён по ст. 58-1б, 58-8 и 58-11 УК РСФСР к высшей мере наказания.
Определением Военной коллегии Верховного суда СССР от 7 марта 1956 года реабилитирован посмертно.
Кавалер двух орденов Красного Знамени (1920, 1921). Также был награждён именным оружием (маузер) в 1927 году.

## Семья
Жена — Полина Арнольдовна Урицкая, врач по образованию, в сентябре 1938 года была приговорена «за недоносительство» к восьми годам лагерей. Дочь — Елена Семёновна Урицкая, студентка, в августе 1938 года была приговорена к пяти годам ссылки в Казахстан как «социально опасный элемент».